# Islandia (Florida)
Islandia ist eine Inselgruppe im Atlantischen Ozean am Übergang zur Biscayne Bay vor der Küste des US-Bundesstaates Florida im Miami-Dade County.

## Geschichte

Ehemalige City Islandia

Im Jahr 1950 bestanden Pläne zur Erschließung von Islandia durch eine Verlängerung des Overseas Highway von North Key Largo bis Key Biscayne. Da die County-Regierung sich jedoch die Baurechte auf Key Biscayne nicht aneignen konnte, wurden die Pläne fallen gelassen. Dennoch wurde Islandia 1960 als City eingetragen, als 13 der 18 Inselbewohner per Volksentscheid dafür stimmten. Daraufhin wurden, diesmal von den Bewohnern, erneut Erschließungspläne verkündet. Dabei sollten auf Islandia Hotelanlagen, Golfplätze und weitere Wohnungen entstehen. Es wurde sogar bereits eine Planierraupe zur Einebnung des Geländes auf der Hauptinsel Elliott Key beschafft, jedoch wurden durch den Erwerb der Hauptinsel durch die Bundesregierung die Bauvorhaben endgültig verhindert. 1980 wurde das Gebiet durch die Errichtung des Biscayne-Nationalparks unter Schutz gestellt. Am 16. März 2012 wurde die Inselgruppe vom Status einer City auf ein gemeindefreies Gebiet zurückgestuft.

### Demographische Daten
Gemäß der Volkszählung 2010 verteilten sich die damaligen 18 Einwohner auf 3 Haushalte. Die Bevölkerungsdichte lag bei 0,1 Einw./km². 100 % der Bevölkerung waren Weiße und 88,9 % der Bevölkerung bestand aus Hispanics oder Latinos.
Im Jahr 2010 lebten in 66,7 % aller Haushalte Kinder unter 18 Jahren sowie 33,3 % aller Haushalte Personen mit mindestens 65 Jahren. 100 % der Haushalte waren Familienhaushalte (bestehend aus verheirateten Paaren mit oder ohne Nachkommen bzw. einem Elternteil mit Nachkomme). Die durchschnittliche Größe eines Haushalts lag bei 6,00 Personen und die durchschnittliche Familiengröße bei 5,33 Personen.
33,4 % der Bevölkerung waren jünger als 20 Jahre, 27,8 % waren 20 bis 39 Jahre alt, 22,3 % waren 40 bis 59 Jahre alt und 16,7 % waren mindestens 60 Jahre alt. Das mittlere Alter betrug 32 Jahre. 22,2 % der Bevölkerung waren männlich und 77,8 % weiblich.